# قصر الجبالي
قرية قصر الجبالى هي إحدى القرى التابعة لمركز يوسف الصديق في محافظة الفيوم في جمهورية مصر العربية. حسب إحصاءات سنة 2006، بلغ إجمالي السكان في قصر الجبالى 23375 نسمة، منهم 11880 رجل و11495 امرأة.